# Haplogrupo H (ADNmt)
Em genética humana, o haplogrupo H (ADNmt) é um haplogrupo do ADN mitocondrial humano (ADNmt) tipico da  Euroasia ocidental. Deriva do haplogrupo HV (ADNmt) e constitui o haplogrupo mais carateristico em todo o continente europeu, exceto entre os lapões. como pode ser observado seguindo a hiper-ligação.

## Origem e dispersão
Os calculos teóricos estimam uma origem provável no Médio Oriente e posterior migração para a europa à 20.000 a 25.000 anos durante o pico da idade do gelo, provávelmente relacionada com a cultura gravetiana. Outros cálculos estimam uma idade de 15.000 a 20.000 anos e desde que a maior  diversidade encontra-se na região do Cáucaso, parte da Europa Oriental e do Médio Oriente  seria a origem mais provável na Ásia Menor ou áreas adjacentes.
A descoberta de restos humanos conhecido como Paglicci 23 em Apúlia, Itália, datada de 28.000 anos atrás, e cuja análise genética revela pertencente ao haplogrupo HVR,  indica que a idade deste haplogrupo e sua migração pode ser maior.
No entanto, o haplogrupo H só foi encontrado na Europa, embora em baixa freqüência em restos humanos desde o início do Neolítico, à 7450 anos, três variantes de H1 e H23, H26, H46 e H88. A diversidade de haplogrupo H na Europa aparece a partir do Neolítico Médio em escombros por cerca de 6100-5500 anos, que também encontraram haplogrupos H3, H5, H7, H10, H16 e H89. Maior diversidade e aumentar a freqüência foi o resultado de contribuições genéticas substanciais de sucessivas culturas pan-europeias e, particularmente, a cultura do vaso campaniforme, que cresceram a partir da Península Ibérica no período neolítico tardio, 4.800 anos atrás. A partir de então espalhou-se H2, H3, H4, H11, H13, H16, além de H1.
Frequências do haplogrupo H1 no mundo (Ottoni et al. 2010)
| Região ou população                  | H1%  | Nº de amostras |
| ------------------------------------ | ---- | -------------- |
| Africa                               |      |                |
| Tuaregues libios                     | 61   | 129            |
| Tuaregues (West Sahel)               | 23.3 | 90             |
| Berbers (Morocco)                    | 20.2 | 217            |
| Morocco                              | 12.2 | 180            |
| Berbers (Tunisia)                    | 13.4 | 276            |
| Tunisia                              | 10.6 | 269            |
| Mozabite                             | 9.8  | 80             |
| Siwas (Egypt)                        | 1.1  | 184            |
| Western Sahara                       | 14.8 | 128            |
| Mauritania                           | 6.9  | 102            |
| Senegal                              | 0    | 100            |
| Fulani (Chad-Cameroon)               | 0    | 186            |
| Cameroon                             | 0    | 142            |
| Chad                                 | 0    | 77             |
| Buduma (Niger)                       | 0    | 30             |
| Nigeria                              | 0    | 69             |
| Ethiopia                             | 0    | 82             |
| Amhara (Ethiopia)                    | 0    | 90             |
| Oromo (Ethiopia)                     | 0    | 117            |
| Sierra Leone                         | 0    | 155            |
| Guineans (Guiné Bissau)              | 0    | 372            |
| Mali                                 | 0    | 83             |
| Kikuyu (Kenya)                       | 0    | 24             |
| Benin                                | 0    | 192            |
| Asia                                 |      |                |
| Central Asia                         | 0.7  | 445            |
| Pakistan                             | 0    | 100            |
| Yakuts                               | 1.7  | 58             |
| Caucasus                             |      |                |
| Caucasus (north)                     | 8.8  | 68             |
| Caucasus (south)                     | 2.3  | 132            |
| Northwestern Caucasus                | 4.7  | 234            |
| Armenians                            | 2.3  | 175            |
| Daghestan                            | 2.5  | 269            |
| Georgians                            | 1    | 193            |
| Karachay-Balkars                     | 4.4  | 203            |
| Ossetians                            | 2.4  | 296            |
| Europe                               |      |                |
| Andalusia                            | 24.3 | 103            |
| Basques (Spain)                      | 27.8 | 108            |
| Catalonia                            | 13.9 | 101            |
| Galicia                              | 17.7 | 266            |
| Pasiegos (Cantabria)                 | 23.5 | 51             |
| Portugal                             | 25.5 | 499            |
| Spain (miscellaneous)                | 18.9 | 132            |
| Italy (north)                        | 11.5 | 322            |
| Italy (center)                       | 6.3  | 208            |
| Italy (south)                        | 8.7  | 206            |
| Sardinia                             | 17.9 | 106            |
| Sicily                               | 10   | 90             |
| Finland                              | 18   | 78             |
| Volga-Ural Finnic speakers           | 13.6 | 125            |
| Basques (France)                     | 17.5 | 40             |
| Béarnaise                            | 14.8 | 27             |
| France                               | 12.3 | 106            |
| Estonia                              | 16.7 | 114            |
| Saami                                | 0    | 57             |
| Lithuania                            | 1.7  | 180            |
| Hungary                              | 11.3 | 303            |
| Czech Republic                       | 10.8 | 102            |
| Ukraine                              | 9.9  | 191            |
| Poland                               | 9.3  | 86             |
| Russia                               | 13.5 | 312            |
| Austria                              | 10.6 | 2487           |
| Germany                              | 6    | 100            |
| Romania                              | 9.4  | 360            |
| Netherlands                          | 8.8  | 34             |
| Greece (Aegean islands)              | 1.6  | 247            |
| Greece (mainland)                    | 6.3  | 79             |
| Macedonia                            | 7.1  | 252            |
| Albania                              | 2.9  | 105            |
| Turks                                | 3.3  | 360            |
| Balcãs                               | 5.4  | 111            |
| Croácia                              | 8.3  | 84             |
| Slovaks                              | 7.6  | 119            |
| Eslovaquia (Oriental)                | 16.8 | 137            |
| Eslovaquia (Ocidental)               | 14.2 | 70             |
| Médio Oriente                        |      |                |
| Arabes Peninsula                     | 0    | 94             |
| Arabes Peninsula (incl. Yemen, Oman) | 0.8  | 493            |
| Druze                                | 3.4  | 58             |
| Dubai (United Arab Emirates)         | 0.4  | 249            |
| Iraquianos                           | 1.9  | 206            |
| Jordanios                            | 1.7  | 173            |
| Lebaneses                            | 4.2  | 167            |
| Sirios                               | 0    | 159            |

| Haplogrupos de ADN mitocondrial humano |                      |      |      |      |      |      |      |      |      |    |    |   |    |    |   |    |    |   |   |   |  |   |   |   |   |  |    |    |    |
|                                        | Eva mitocondrial (L) |      |      |      |      |      |      |      |      |    |    |   |    |    |   |    |    |   |   |   |  |   |   |   |   |  |    |    |    |
| L0                                     | L1-6                 | L1-6 | L1-6 | L1-6 | L1-6 | L1-6 | L1-6 | L1-6 | L1-6 |    |    |   |    |    |   |    |    |   |   |   |  |   |   |   |   |  |    |    |    |
| L0                                     | L1                   | L2   | L3   | L3   | L3   | L3   | L3   | L3   | L3   | L3 | L3 |   |    |    |   |    |    |   |   |   |  |   |   |   |   |  | L4 | L5 | L6 |
| L0                                     | L1                   | L2   |      |      |      | M    | M    | M    | M    | M  | N  | N | N  | N  | N | N  | N  |   |   |   |  |   |   |   |   |  | L4 | L5 | L6 |
| L0                                     | L1                   | L2   | CZ   | CZ   | D    | E    | G    | Q    |      | A  | S  |   |    | R  | R | R  |    |   |   |   |  | I | W | X | Y |  | L4 | L5 | L6 |
| L0                                     | L1                   | L2   | C    | Z    | D    | E    | G    | Q    | B    | A  | S  | F | R0 | R0 |   | JT | JT | P | U | U |  | I | W | X | Y |  | L4 | L5 | L6 |
| L0                                     | L1                   | L2   | C    | Z    | D    | E    | G    | Q    | B    | A  | S  | F | HV | HV | J | T  | K  | P |   |   |  | I | W | X | Y |  | L4 | L5 | L6 |
|                                        | L1                   | L2   | C    | Z    | D    | E    | G    | Q    | B    | A  | S  | F | H  | V  |   |    |    |   |   |   |  | I | W | X | Y |  | L4 | L5 | L6 |